# Belmont (Alto Marne)
 Belmont  es una población y comuna francesa, en la región de Champaña-Ardenas, departamento de Alto Marne, en el distrito de Langres y cantón de Fayl-Billot.

## Demografía
| 95 | 95 | 83 | 59 | 59 | 47 |
| Para los censos de 1962 a 1999 la población legal corresponde a la población sin duplicidades (Fuente: INSEE [Consultar]) |    |    |    |    |    |